# Стратегическая разведка во Франции
Стратегическая разведка во Французской Республике:
1. деятельность частных лиц, частных организаций, государственных — дипломатического, гражданских и военных ведомств, осуществляющих разведывательную деятельность стратегического уровня;
2. частные лица, частные организации, государственные — дипломатическое, гражданские и военные ведомства, осуществляющие стратегическую разведку;
3. научная и учебная дисциплина — в гражданских, дипломатических и военных учебных заведениях;
4. предмет научного изучения и философского осмысления;
5. часть национальной истории нации и государства.

## Государственные учреждения стратегической разведки
Французская Республика создала национальные государственные учреждения, осуществляющие стратегическую разведку в интересах Франции и её союзников. Ведущими французскими государственными учреждениями стратегической разведки являются:
- Генеральный директорат внешней безопасности | ГДВБ |  | DGSE | Direction générale de la Sécurité extérieure
- Управление военной разведки Генерального штаба Вооруженных сил | УВР ГШ ВС | | DRM | Direction du renseignement militaire

## Общенациональная стратегическая разведка
Генеральный директорат внешней безопасности | ГДВБ |  | DGSE | Direction générale de la Sécurité extérieure
— государственная специальная служба стратегической разведки Французского разведывательного сообщества; контрразведывательная деятельность на территории Франции не входит в компетенцию DGSE
- назначение: главный орган внешней разведки
- подчиняется Министру обороны.
- создана: Указом Президента от 2 апреля 1982
- предшественник: Служба внешней документации и контрразведки
- руководящие документы: Статьи D 3126-1 и D3126-4 Кодекса обороны, где указано, в частности, что «миссия заключается в тесном сотрудничестве с другими соответствующими организациями, в поиске и использовании информации, относящейся к безопасности Франции, а также в выявлении и предотвращении за пределами национальной территории шпионской деятельности, направленной против интересов Франции»[1]".
- девиз : «Везде, где требует закон» (по другим данным[2], «Ad augusta per angusta» |  | Великие результаты малыми усилиями

В структуру DGSE входят подразделения стратегической разведки:
- Оперативное управление | ОУ |  | DO
- Разведывательное управление | РУ |  | DR
- Стратегическое управление | СУ |  | DS
- Техническое управление | ТУ |  | TD

## Военная стратегическая разведка
- Управление военной разведки Генерального штаба Вооруженных сил | УВР ГШ ВС | | DRM | Direction du renseignement militaire
  - военная государственная разведывательная организация
  - осуществляет стратегическую и тактическую разведку; несёт ответственность за коордиацию разведывательной деятельности всех видов Вооруженных сил; член Французского разведывательного сообщества
  - подчинена Начальнику Генерального штаба Вооруженных сил
  - руководитель: Директор, офицер одного из родов Вооруженных сил
  - штаб-квартира: Париж
  - создана: 16 июня 1992 года
  - предшественник:

## Военная контрразведка
- Директорат безопасности обороны | ДБО || DPSD | Direction de la protection et de la sécurité de la défense
  - государственная служба военной контрразведки, член Французского разведывательного сообщества
  - назначение: осуществляет деятельность в местах присутствия Вооружённых сил Франции, а также выполняет функции экономической контрразведки — в сфере промышленной безопасности
  - подчинена Правительству
  - руководитель — Директор
  - штаб-квартира: Форт де Ванв, 141 бульвар Сталинград, Западное предместье Парижа Малакофф, Департамент О-де-Сен
  - создана: 20 ноября 1981 года
  - предшественник: 31 января 1948, Единая служба безопасности Вооруженных сил | SSFA
  - арго Форт
  - арго Бульвар

## Наполеоновскаяэпоха
Молодой и умный генерал Наполеон Бонапарт быстро понял, что необходима собственная разведывательная служба, которая помимо тактической и оперативной разведки должна была бы осуществлять политическую и стратегическую разведку. В мае 1796 Наполеон создал разведывательную службу под названием «Секретное бюро». Организацию возглавил командир кавалерийского полка Жан Ландрэ. «Секретное бюро» имело два Отдела: Общий и Политический. В обязанности «Бюро» входили разведка и контрразведка. Доклады имели право читать Наполеон и Начальник Штаба Бертье. Агентура вербовалась в различных социальных слоях общества. Услуги секретных агентов хорошо оплачивались. Бюро использовало двойных агентов и методы дезинформации. В операциях Бюро участвовал и министр иностранных дел Франции Талейран.
После переворота 18 брюмера, став Первым консулом — фактически диктатором, Наполеон создал разветвленную и обширную национальную регулярную разведывательную службу. Точнее, это было сообщество разведывательных служб. Национальную разведку и контрразведку осуществляло Министерство полиции под руководством Фуше. Талантливый руководитель создал лучшую в мире систематизированную картотеку и чрезвычайно обширный штат секретных агентов как внутри страны, так и за её пределами. За самим Фуше наблюдало Бюро префекта Парижской полиции Дюбуа. Наполеон так же имел своих собственных персональных агентов и службы, которые были подчинены исключительно его доверенным лицам. Этой собственной разведывательной службой Наполеон руководил через своего секретаря Бурьена. Военным шпионажем занималось вновь созданное Разведывательное бюро Министерства обороны. Жан Ландрэ был отставлен от службы с запретом занимать какой-либо государственный пост, он слишком много знал и уже не пользовался доверием Первого консула. Отдельно было создано Секретное бюро в Армии, готовившейся к высадке на Британских островах. Это Бюро занималось разведкой Великобритании. Черные кабинеты — секретные Службы перехвата, перлюстрации, чтения, копирования и дешифрования почтовой корреспонденции имели почти все государственные ведомства. Директору одного их лучших Черных кабинетов Лавалетту было приказано создать филиалы в Турине, Генуе, Флоренции, Риме, Амстердаме, Гамбурге. Опытный и искусный разведчик отчитывался только перед Наполеоном. Лавалетт имел 12 высокопоставленных и высокооплачиваемых агентов и агентесс в высших кругах Парижского общества как среди старого дворянства, так и среди состоятельной буржуазии; Наполеон нуждался в точной и оперативной информации «о настроениях в обществе».